# Villars (Vaucluse)
Villars település Franciaországban, Vaucluse megyében. Lakosainak száma 770 fő (2022. január 1.). Villars Sault, Apt, Lagarde-d’Apt, Rustrel, Saint-Christol és Saint-Saturnin-lès-Apt községekkel határos.

## Népesség
A település népessége az elmúlt években az alábbi módon változott:
| Lakosok száma | 785  | 774  | 804  | 776  | 778  | 781  | 779  | 771  | 770  |
|               | 2013 | 2015 | 2016 | 2017 | 2018 | 2019 | 2020 | 2021 | 2022 |